# Gisement préhistorique de La Balutie
Le gisement préhistorique de La Balutie est un site préhistorique du Paléolithique situé dans la commune de Montignac-Lascaux, dans le département de la Dordogne, en région Nouvelle-Aquitaine, en France. Il est classé monument historique depuis 1960.

## Situation
Le gisement préhistorique de La Balutie est situé dans le quart sud-est du département de la Dordogne, dans le Périgord noir, sur le territoire de la commune de Montignac-Lascaux. Il ne donne pas directement sur la vallée de la Vézère, mais se trouve en forêt à deux kilomètres de la Vézère, sur le coteau, sur la rive droite d'un de ses petits affluents, la Saladie, à proximité du GR 461, au sud-ouest du hameau de La Balutie. Située sur la colline de Lascaux, la station de La Balutie s'étend le long d'une ligne de falaises calcaires longue d'environ 150 mètres et haute de 5 à 6 mètres. C'est une propriété privée.

## Description
Le site comprend une grotte, longue d'environ 18 mètres pour une largeur d'environ 5 mètres, et plusieurs abris-sous-roche.

## Historique
Découverte un peu avant 1872 par Théodore Sorbier et le père Sanna Solaro, le gisement est fouillé par Alain Reverdit, installé depuis peu à Montignac-Lascaux, entre 1873 et 1875,. Le matériel archéologique provenant de ces premières fouilles est conditionné dans de multiples institutions, dont le Muséum de Toulouse, le British Museum de Londres (collections Allen Sturge), le Musée d'Archéologie nationale à Saint-Germain-en-Laye et le Musée d'Art et d'Archéologie du Périgord. Reverdit identifie des occupations qu'il juge moustériennes, solutréennes et aurignaciennes,.
Des fouilles superficielles auraient été menées dans la grotte au début du XXe siècle par un certain Kardig, et la parcelle aurait été louée un moment à Otto Hauser. Contraint de quitter le Périgord, celui-ci n'a cependant pas eu le temps d'y fouiller.
Après la Première Guerre mondiale, Franck Delage fouille brièvement la grotte de la Balutie en 1925,et décrit la présence de vestiges lithiques Châtelperronien, Aurignacien et Moustérien.
Les abbés Henri Breuil et André Glory se rendent sur le gisement en 1954, et trouve un vestige de grande faune présentant des marques dents qu'ils attribuent à l'Homme de Néandertal,. Une intervention d'A. Glory est suspectée en 1955 au sein du locus Moustérien. Denise de Sonneville-Bordes est l'une des dernières chercheuses à étudier le matériel exhumé par A. Reverdit et Fr. Delage dans son travail de thèse.
La station préhistorique est classée au titre des monuments historiques depuis le 28 décembre 1960.